# Bahnhof Giornico

Der Bahnhof Giornico ist ein 1994 aufgelassener Bahnhof in der Tessiner Gemeinde Giornico in der Schweiz.

## Geschichte

### Alte Station
Mit der Fertigstellung der Gotthardbahn 1882 erhielt auch das kleine Giornico einen Bahnhof. Da das Gefälle um Giornico jedoch bis zu 27 ‰ beträgt (das höchste auf der ganzen Gotthardbahn), errichtete man die Station über zwei Kilometer ausserhalb des Dorfes und sie wurde kaum frequentiert. Im Jahr 1912 war Giornico der Bahnhof mit den wenigsten beförderten Fahrgästen in der Schweiz, nämlich nur 3'844 Personen im Jahr, was durchschnittlich zehneinhalb Personen pro Tag entsprach.
Am 3. Juni 1913 reichte der Gemeinderat von Giornico bei den Schweizerischen Bundesbahnen (SBB) ein Gesuch ein, in dem er um die Verlegung des Bahnhofs in Dorfnähe bat. Der Staatsrat des Kantons Tessin unterstützte das Gesuch.
1918 verkündeten die SBB, eine neue Haltestelle beim Dorf für den Personen-, Gepäck-, Expressgut- und Kleinviehverkehr einzurichten. Die alte Station sollte aufgehoben und später abgebrochen werden.

### Neue Station
Die Gemeinde Giornico kaufte mit einem Beitrag der SBB von 8000 Schweizer Franken das nötige Land auf. Da der Bahnhof westlich des Dorfes, am anderen Ufer des Ticino zu stehen kam, legte sie die «Via Stazione» an, eine Zufahrtstrasse mit einer Brücke über den Fluss. Am 1. März 1920 wurde die neue Station gleichzeitig mit dem Bahnhof Pollegio für den Verkehr freigegeben. Der alte Bahnhof wurde nicht sogleich aufgehoben. Noch im September 1921 teilte der Tessiner Staatsrat mit, ihn «demnächst» zu schliessen.

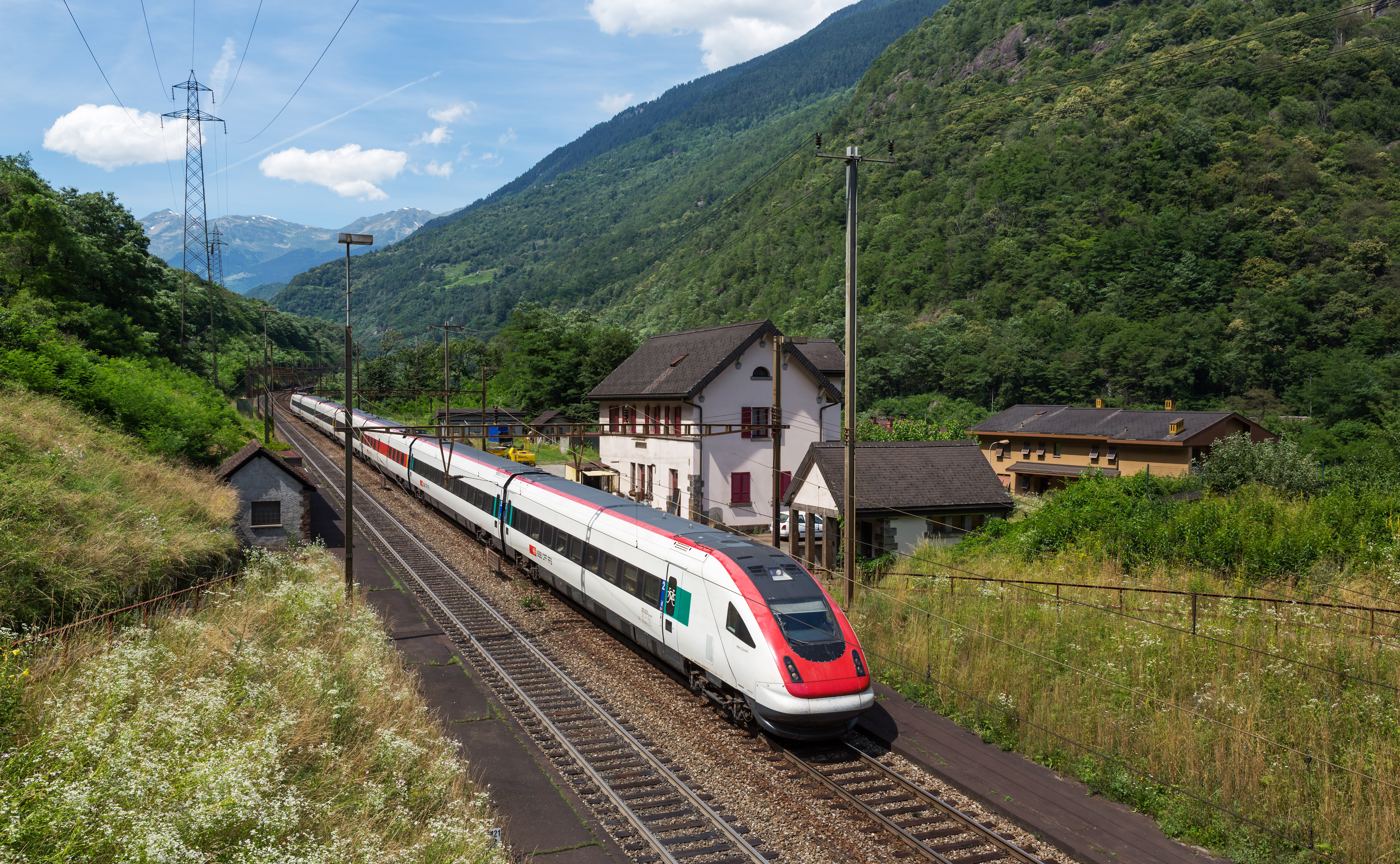
Der aufgelassene Bahnhof Giornico mit einem vorbeifahrenden RABDe 500 der SBB (2016)

1994 wurden die Regionalzüge zwischen Airolo und Bellinzona eingestellt und durch einen Autobusbetrieb ersetzt, um die Gotthardbahn zu entlasten. Zwischen Airolo und Biasca wurden mit Ausnahme von Faido sämtliche Bahnhöfe und damit auch der Bahnhof Giornico geschlossen.
Nach der Eröffnung des Gotthard-Basistunnels wurden die Bahnhöfe Ambrì-Piotta, Lavorgo und Bodio 2017 für den Personenverkehr reaktiviert. Der Staatsrat des Kantons Tessin verlautbarte gleichzeitig, dass dies für keine weiteren Bahnhöfe in der Leventina geplant sei. Somit bleiben die ehemaligen Stationen Rodi-Fiesso und Giornico «Geisterbahnhöfe».

## Unfälle
- Im September 1883 wurde ein Lokomotivheizer, der sich zu weit hinausgelehnt hatte, beim Bahnhof Giornico vom Wasserkran erfasst und aus der Maschine geschleudert. Er starb wenige Stunden später.[11]
- In der Nacht vom 17. Februar 1884 entgleiste bei der Ausfahrt aus dem Bahnhof Giornico ein Schnellzug. Niemand wurde verletzt. Die Reisenden wurden von einem Hilfszug abgeholt.[12]
- Am 6. April 1892 brach bei den Biaschina-Schlaufen zwischen Lavorgo und Giornico die Kupplung eines Zugs der Gotthardbahn-Gesellschaft. Die hinteren 24 Wagen, 13 davon waren Personenwagen, rollten rückwärts zum Bahnhof Giornico. Niemand wurde verletzt.[13]
- Am Abend des 22. Februar 1915 brach zwischen Lavorgo und Giornico die Kupplung eines Güterzugs, worauf die Lokomotive mit nur einem Wagen weiterfuhr. Als der Lokomotivführer das Unglück bemerkte, hielt er am Bahnhof Giornico. Der hintere Teil verlangsamte sich zunächst, geriet dann aber wegen des abfallenden Geländes in ein rasendes Tempo und kollidierte am Bahnhof Giornico mit dem Vorderteil. Dabei wurden sieben Wagen komplett zerstört. Ein Bremser wurde schwer, zwei weitere Angestellte wurden leicht verletzt. Die Strecke zwischen Lavorgo und Bodio musste bis am nächsten Morgen einspurig betrieben werden.[14][15]
- Am 26. Dezember 1918 entgleisten Lokomotive und Postwagen eines Zuges am Bahnhof Giornico. Niemand wurde verletzt.[16]
- Am 29. Juli 1941 kam es zwischen Lavorgo und Giornico zum verheerenden Eisenbahnunfall von Pianotondo mit sieben Toten. Die Lokomotive des vor dem Eingang des Pianotondo-Kreiskehrtunnels entgleisten Güterzugs löste sich los und raste ungebremst weiter, bis sie beim alten Bahnhof Giornico in einen stehenden Güterzug prallte. Die Lokomotive überschlug sich und brachte neun Wagen des anderen Zuges zum Entgleisen. Der Lokomotivführer erlitt schwere Verletzungen.[17][18]
- Am 11. März 1962 stiegen zwei Brüder am Bahnhof Giornico auf der falschen Seite aus dem Zug. Einer der Brüder wurde von einem Güterzug erfasst und getötet.[19]
- Am 17. März 1968 stürzte ein 72-jähriger Mann beim Bahnhof Giornico aus einem Schnellzug, weil er die WC-Türe mit der Wagentüre verwechselt hatte, und verunglückte tödlich.[20]
- Am 21. August 1970 beschädigte ein Blitzeinschlag auf den Bahnhof Giornico die elektrischen Anlagen im Stellwerk und verursachte eine rund zwölfstündige Behinderung des Zugverkehrs auf der Gotthardbahn.[21]